# Kurt Villads Jensen
Kurt Villads Jensen (født 1957) er en dansk historiker. Han er uddannet cand.mag. i historie og latin 1987 fra Københavns Universitet. Han blev ph.d. i 1992 og dr.phil. i 2011. Han har tidligere været redaktør på Den Store Danske Encyklopædi og senere lektor i historie på Syddansk Universitet. Siden 2014 er Villads professor i middelalderhistorie ved Historiska Institutionen, Stockholms Universitet. Hans forskning er koncentreret om krig og konflikt i middelalderen, særligt korstogene.